# Maiola Kalili
Maiola Kalili, född 3 november 1909 i Honolulu, död 23 augusti 1972 i Los Angeles, var en amerikansk simmare.
Kalili blev olympisk silvermedaljör på 4 x 200 meter frisim vid sommarspelen 1932 i Los Angeles.